# Cultural Deportiva Guarnizo
La Cultural Deportiva Guarnizo (popularmente conocida como la Cultural) es un club de fútbol español de Guarnizo (El Astillero, Cantabria). Milita en el grupo III de la Tercera Federación de España. Disputa los partidos como local en el campo de fútbol de El Pilar-1, con una capacidad estimada en 3000 espectadores. Su primera participación en categoría nacional fue en la temporada 1961-62. 

## Historia
A finales de mayo de 1922 un grupo de vecinos se reúnen en el bar siglo XIX del pueblo y acuerdan formar una sociedad deportiva, que llevará el nombre de: Cultural Deportiva Guarnizo. El primer presidente del club fue José Ortíz. Empieza a competir en la temporada 1922-23, en la tercera categoría del Campeonato Regional de Cantabria (Serie C) y consigue subir a la segunda, denominada 1ª. B. Esta segunda temporada, su cuarto puesto le permitió el ascenso a la primera categoría del campeonato, acabando colista y bajando nuevamente a 1ª B. Subiría y bajaría intermitentemente entre estas categorías, hasta la desaparición de estas en 1940.
Tras la Guerra Civil, no volvería a competir hasta la campaña 1947-48, en la que se inscribe en la Segunda Regional. En la 1950-51, militando en 1.ª Categoría Regional, después de no comparecer a dos partidos la Federación sancionó al club con la retirada de la competición. Volvería de nuevo en 1955, quedando subcampeón del Grupo 1 de Tercera Regional.
En 1960-61, tras proclamarse campeón de la 1.ª Categoría Regional, consigue competir por primera vez en categoría nacional, desde 1961-62 a 1965-66, militó en la 3.ª División, que en aquella época constituía el tercer nivel del sistema de ligas de España. Su mejor clasificación en estas cinco campañas, fue el undécimo puesto de la 1962-63. Tras descender a Regional Preferente en 1966, tardaría dos décadas en volver a la 3.ª División. De 1985 a 1990, volvería a disputar, de nuevo cinco temporadas, pero esta vez en el cuarto nivel del fútbol español. 
Tras alternar de forma discontinua con la Regional Preferente, compitió en los periodos 1994-2001, 2003-2005, 2007-09, 2010-14 en 3.ª División. Desde 2015-16, milita de forma consecutiva en Tercera División y desde 2021 con su nueva denominación de Tercera Federación y que ahora supone el quinto nivel del fútbol español.
En 2018 falleció el que fue durante cincuenta años presidente, más diez más vicepresidente de la Cultural, Guillermo Cortés Regata. Es considerado por la Real Federación Española de Fútbol como: "el dirigente futbolístico más longevo de España".

## Trayectoria en competiciones nacionales
- Temporadas en Primera División: 0
- Temporadas en Segunda División: 0
- Temporadas en Primera Federación: 0
- Temporadas en Segunda Federación: 0
- Temporadas en Tercera: 34
- Participaciones en Copa del Rey: 0

## Historial en Tercera División
- Mejor clasificación en Tercera: 7.º (1988-89 y 1997-98)
- Peor clasificación en Tercera: 19.º (1989-90, 2004-05 y 2008-09)

- - Mayor victoria como local (en Tercera): 5-0 (Turón 1985-86; Buelna y Reocín 1986-87; Colindres 1995-96; Cayón 1998-99; Laredo 1999-2000; y Siete Villas 2003-04)
  - Mayor victoria como visitante (en Tercera): 4-9 (Lope de Vega C. F. 1988-89)
  - Mayor derrota como local (en Tercera): 1-7 (Racing B 2007-08)
  - Mayor derrota como visitante (en Tercera): 7-0 (Rayo Cantabria 1989-90)

## Estadio
Su terreno de juego es el campo de El Pilar-1, ubicado en la localidad de Guarnizo (El Astillero). Se disputan partidos de fútbol en dicho terreno, desde 1922. Cuenta con una capacidad estimada en 3000 espectadores, que se reparten entre una grada cubierta (que ocupa menos de la mitad de una de las bandas) y una barandilla que rodea el campo. La superficie es de hierba natural y tiene unas dimensiones de 102 x 75 m. Junto a este campo se encuentra situado El Pilar-2, terreno de césped artificial, utilizado especialmente por las categorías inferiores del club y como lugar de entreno del primer equipo.

## Uniforme
- Primer uniforme: camiseta verde con ribetes blancos, pantalón blanco y medias verdes con detalles blancos.
- Segundo uniforme: camiseta, pantalón y medias azules.

## Filial
El club cuenta con un filial desde 2023. En su primera temporada ascendió a la 1.ª Regional de Cantabria, tras acabar segundo clasificado del grupo 2 y subir en la promoción de ascenso.

## Palmarés

### Torneos autonómicos
- Campeonato de Cantabria de Aficionados (4): 1962, 1963, 1981 y 1983.
- Subcampeón del Campeonato de Cantabria de Aficionados (2): 1969 y 1970.
- Regional Preferente de Cantabria (3): 1960-61, 2009-10, 2014-15.
- Subcampeón de Regional Preferente (1): 2002-03.
- Subcampeón de Tercera Regional (1): 1955-56.

### Trofeos amistosos
- Copa Gandarillas (1): 1926

## Jugadores destacados
Geli , Dumbo Garcia Aguado